# Olympique Lyonnais 1987-1988
Questa voce raccoglie le informazioni riguardanti l'Olympique Lyonnais nelle competizioni ufficiali della stagione 1987-1988.

## Maglie e sponsor
Lo sponsor tecnico per la stagione 1987-1988 è Duarig, mentre gli sponsor ufficiali sono Lyon Ville Européenne sulla maglia ed Europe 1 sui calzoncini. La divisa interamente rossa viene confermata, ma per la maglia viene introdotto un nuovo motivo a strisce verticali più chiare.
| Manica sinistra · Manica sinistra · Maglietta · Maglietta · Manica destra · Manica destra · Pantaloncini · Calzettoni |

## Rosa
| N. |                    | Ruolo | Calciatore        |
| -- | ------------------ | ----- | ----------------- |
|    | Francia (bandiera) | P     | Christophe Breton |
|    | Francia (bandiera) | P     | François Lemasson |
|    | Francia (bandiera) | D     | Guy Alliel        |
|    | Francia (bandiera) | D     | Yannick Baejot    |
|    | Francia (bandiera) | D     | Alexandre Bès     |
|    | Francia (bandiera) | D     | Patrick Cabanel   |
|    | Francia (bandiera) | D     | Mario Corian      |
|    | Francia (bandiera) | D     | Pascal Fugier     |
|    | Francia (bandiera) | D     | Éric Guichard     |
|    | Francia (bandiera) | D     | Pascal Havet      |
|    | Camerun (bandiera) | D     | Jean-Jacques Nono |
|    | Francia (bandiera) | C     | Franck Durix      |
|    | Francia (bandiera) | C     | Olivier Ferez     |

| N. |                              | Ruolo | Calciatore           |
| -- | ---------------------------- | ----- | -------------------- |
|    | Francia (bandiera)           | C     | Laurent Fournier     |
|    | Francia (bandiera)           | C     | Joël Fréchet         |
|    | Francia (bandiera)           | C     | Rémi Garde           |
|    | Francia (bandiera)           | C     | Daniel Gauge         |
|    | Francia (bandiera)           | C     | Bruno Génésio        |
|    | Paesi Bassi (bandiera)       | C     | Michel Valke         |
|    | Francia (bandiera)           | C     | Frédéric Zago        |
|    | Francia (bandiera)           | A     | Farid Benstiti       |
|    | Zaire (bandiera)             | A     | Eugène Kabongo       |
|    | Congo-Brazzaville (bandiera) | A     | Jean-Jacques N'Domba |
|    | Francia (bandiera)           | A     | Jean-Pierre Orts     |
|    | Francia (bandiera)           | A     | Franck Priou         |
|    | Francia (bandiera)           | A     | Laurent Sevchenko    |

## Risultati

### Division 2

#### Play-off
| Arbitro: | Biguet |

|                                            |           |  |
| Kabongo 45’, 66’ Orts 57’ (rig.) Priou 85’ | Marcatori |  |

| Arbitro: | Bouillet |

|                      |           |             |
| Orts 18’ Kabongo 55’ | Marcatori | 66’ Nikolić |

| Arbitro: | Wurtz |

|                        |           |  |
| Scipion 50’ Prieur 90’ | Marcatori |  |